# Godeč
Godeč (bulharsky Годеч) je město ležící v západním Bulharsku, v západní Staré planině u hranic se Srbskem, mezi hřebeny Vučibaba na severu a Čepăn na jihu. Je správním střediskem stejnojmenné obštiny a má přes 4 tisíce obyvatel.

## Historie
Ve městě jsou pozůstatky malého římského chrámu z 2. století, který byl pravděpodobně zasvěcen bohyni lovu Dianě. Žádné záznamy ze středověku se o sídle nedochovaly. V osmanských registrech je Godeč poprvé uvedena v roce 1453. Tehdy, za Mehmeda II., byl zdejší kraj spravován z Pirotu. Zajímavý je zápis v pirotském registru z roku 1581, že místní obyvatelé Dimitǎr Jovan, pop Petr a Stojan Radoslav jsou povinni odvést státu celkem 85 ovcí. Z 18. století pochází kostel sv. Dimitrije v centru města. Počátkem 19. století byl zle poničen krdžaliji, ale později byl obnoven, jak dokládá i vytesaný rok 1836 u vstupu. Vnitřní výzdoba nese znaky bulharského obrození.
Godeč se stala součástí Bulharského knížectví v roce 1878 a záhy nastala čilá výstavba: nová škola se čtyřmi učebnami (1887), knihovna (1899), pošta (1900), střední škola (1900), tržnice (1900). V roce 1905, kdy tu žilo 488 obyvatel, se Godeč stala sídlem obštny spravující ještě dalších devět obcí a v důsledku toho zde byla zřízena četnická stanice. V roce 1908 místní založili první družstvo a včelařský spolek. V roce 1915 byla zřízena hygienická služba, zemědělská banka a soudní dvůr a také byla postavena nemocnice. V roce 1920 vzniklo mlékárenské družstvo a k centrálně řízenému združstevnění zemědělství došlo v roce 1948. Godeč byla povýšena na město v roce 1956. Mezi lety 1960 a 1965 zde byly postaveny elektrotechnické továrny Kom na výrobu televizních a rozhlasových antén, anténních zesilovačů, kolektivních anténních systémů a vojenských elektronických zařízení a Magnit na výrobu transformátorů, škrticích klapek, napájecích zdrojů, vysokonapěťových pojistek a dalších prvků těžké elektrotechniky.

## Obyvatelstvo
Ve městě žije 4 358 obyvatel a je zde trvale hlášeno 4 187 obyvatel. Podle sčítání 1. února 2011 bylo národnostní složení následující:
- Bulhaři: 4 236 (99.5 %)
- Romové: 20 (0.5 %)